# Giby
Giby est un village de Pologne et le siège de la gmina de Giby, située dans le powiat de Sejny, dans la voïvodie de Podlachie à l'est de la Pologne.
Le village dispose d'une population de 538 habitants en 2023.